# Царевец (област Кърджали)
Вижте пояснителната страница за други значения на Царевец.
Царевец е село в Южна България. То се намира в община Кърджали, област Кърджали.

## География
Село Царевец се намира в планински район.

## Население
Численост и дял на етническите групи според преброяването на населението през 2011 г.:
|                     | Численост | Дял (в %) |
| Общо                | 223       | 100,00    |
| Българи             | 4         | 1. 79     |
| Турци               | 75        | 33,63     |
| Цигани              | 0         | 0,00      |
| Други               | 0         | 0,00      |
| Не се самоопределят | 3         | 1,34      |
| Неотговорили        | 141       | 63,22     |